# Berlin Alexanderplatz
Berlin Alexanderplatz – stacja kolejowa w Berlinie położona w dzielnicy Mitte, w okręgu administracyjnym Mitte na południowy zachód od placu Alexanderplatz. Zespół stacji składa się z dworca kolejowego obsługującego linie regionalne i S-Bahn oraz z połączonej z nim podziemnej stacji trzech linii metra. Stacja kolejowa obsługiwała dawniej również pociągi dalekobieżne.

## Stacja kolejowa

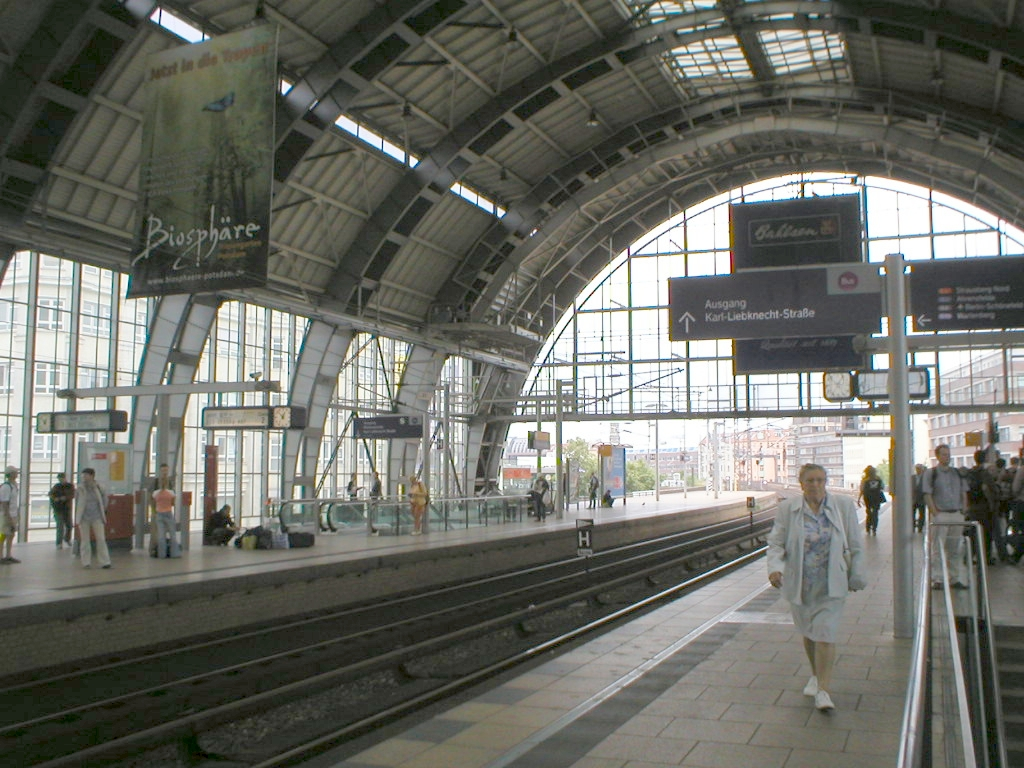
Wnętrze hali dworca Alexanderplatz: po lewej peron pociągów regionalnych, po prawej kolei miejskiej

Stacja kolejowa Berlin Alexanderplatz powstała w 1881 w ramach budowy Stadtbahn wedle projektu Johanna Eduarda Jaconsthala. Dworzec posiadał dwa perony wyspowe, nakryte wspólną halą w formie koleby. Otwarcie dworca nastąpiło 7 lutego 1882 dla ruchu miejskiego i lokalnego, a 15 maja tego samego roku dla pociągów dalekobieżnych. Przed wprowadzeniem elektrycznej S-Bahn w celu lepszego doświetlenia wnętrza halę przebudowano w latach 1923–1926 według projektu Friedricha Hülsenkampfa.
11 czerwca 1928 rozpoczął się ruch S-Bahn na stacji Alexanderplatz. Niektóre kursy były wykonywane jednak nadal przez składy ciągnięte przez parowóz, które stopniowo były zastępowane przez samobieżne wagony elektryczne. W latach 1929–1932 w związku z przekształceniami przestrzeni placu dokonano dalszej przebudowy dworca kolejowego. Odtąd możliwa była niemal bezpośrednia przesiadka do trzech linii metra (już od 1913 na placu zatrzymywała się jedna linia).
W czasie II wojny światowej dworzec silnie ucierpiał. Od kwietnia do 4 listopada 1945 tory na stacji były nieprzejezdne. W końcu 1945 rozpoczęto odbudowę dworca, która trwała do 1951. Już w 1962 rozpoczęła się kolejna modernizacja. Do 1964 przebudowano według planów Hansa-Joachima Maya i Güntera Andricha elewacje boczne hali – uzyskały one duże przeszklenia. Poza tym przeznaczono dla S-Bahn również nieczynną od 1942 krawędź peronu dalekobieżnego, została ona w tym celu podwyższona z 70 na około 96 cm. Odtąd możliwy był płynniejszy ruch kolei miejskiej, niektóre z pociągów (wówczas w szczycie przyjeżdżały na stację co 90 s) kończyła bieg przy tym dodatkowym peronie.
Po zjednoczeniu Niemiec zaplanowano kolejną przebudowę dworca i znajdujących się pod jego halą łuków Stadtbahn. Architekci Robert Paul Niess i Rebecca Chestnutt zaproponowali odsłonięcie zamurowanych w czasach NRD łuków estakady kolejowej i umieszczenie tam sklepów i punktów usługowych. W 1995 rozpoczęto przebudowę, do roku 1996 zastąpiono perony nowymi, zbudowanymi od podstaw, a 12 marca 1998 oficjalnie otwarto odnowiony dworzec. Odtąd przy drugim peronie wyspowym zatrzymują się pociągi regionalne i przyspieszone, InterCity i ICE przejeżdżają przez stację bez zatrzymania. Pod halą dworca znajdują się poza sklepami centrum obsługi pasażerów S-Bahn oraz centrum podróży (zespół kas i informacji) Deutsche Bahn.

## Stacja metra
Stacja metra Alexanderplatz jest jedną z największych stacji berlińskiej kolei podziemnej, obsługując linie U2, U5 i U8. Stacja ma rzut litery H, przy czym U2 zatrzymuje się na peronie we wschodniej hali, U8 w zachodniej hali, zaś U5 w położonej głębiej hali poprzecznej, w której przewidziane jest miejsce dla jeszcze jednej linii (tunel F). Perony linii U2 i U8 posiadają ponadto bezpośrednie połączenie poprzez galerię sklepową ponad halą U5.
Peron obecnej linii U2 zbudowano w latach 1910–1913 według projektu Alfreda Grenandera, 1 lipca 1913 włączono go do eksploatacji. Już wówczas zbudowano pod nim fragment przyszłego peronu poprzecznego dla linii do Friedrichshain, jednakże z powodu wybuchu I wojny światowej nigdy nie został on zrealizowany.
Kilka lat później AEG planowała zbudowanie własnej linii metra w kierunku północ-południe (dzisiejsza linia U8). W tym celu zbudowano wówczas na zachód od estakady kolejowej odcinek tunelu. Po tym, jak AEG porzuciła z przyczyn finansowych rozpoczętą budowę linii, została ona przejęta przez miasto Berlin. Zdecydowano się jednak poprowadzić nową linię pod Alexanderplatz, a zatem na wschód od estakady kolejowej, ażeby umożliwić przesiadkę na obecną linię U2. Peron miał powstać pomiędzy stacją kolejową i istniejącą stacją metra, równolegle do nich. W 1926 rozpoczęto budowę stosownej stacji, natomiast 18 kwietnia 1930 otwarto ją.
Już w latach 1926/1927 rozpoczęto budowę kolejnej linii metra E, prowadzącej w kierunku wschodnim, obecnej linii U5. Zdecydowano się na budowę czterotorowej hali peronowej dla dwu linii w kierunku wschód-zachód, linii E i F. Stację zbudowano poprzecznie do linii kolejowej i istniejących już dwóch peronów metra. Zewnętrzne tory przeznaczone są dla nigdy nie zbudowanej linii do Weißensee, zwanej F, a później U10 i U3. Dwuperonowa hala, stanowiąca dziś przystanek końcowy U5 została otwarta 21 grudnia 1930.
Hale peronowe obecnych linii U5 i U8 oraz spajający wszystkie podziemne perony pasaż powstały jako spójna całość. Pasaż z lokalami handlowymi zbudowano nad stropem hali peronowej U5, jego forma była potem wielokrotnie naśladowana w powojennych Niemczech (np. Frankfurt (Main) Hauptwache). Architektura tej części stacji ma charakter modernistyczny. Jej projektantem był ponownie profesor Alfred Grenander, którego styl uległ przez 17 lat od budowy stacji linii U2 zdecydowanym przemianom. Nowsza część stacji pozbawiona jest historyzujących detali, takich jak jońskie kapitele słupów konstrukcyjnych, zaś jej architektura opiera się przede wszystkim na przemyślanym kontinuum przestrzennym, widokach oraz klarownej kompozycji.
Podczas podziału Berlina (1961–1989) peron U8 został oddzielony od pozostałej części stacji, zaś dojścia zamurowano. Pociągi kursujące między północnymi i południowymi dzielnicami Berlina Zachodniego pod mieszczącym się we Wschodnim Berlinie śródmieściem przejeżdżały przez stację bez zatrzymania. Peron należał zatem do tzw. „stacji duchów”. Ażeby ukryć przed wschodnimi Berlińczykami istnienie stacji, pokryto zamurowane dojścia kopiami zielonkawych kafli z czasu budowy stacji.

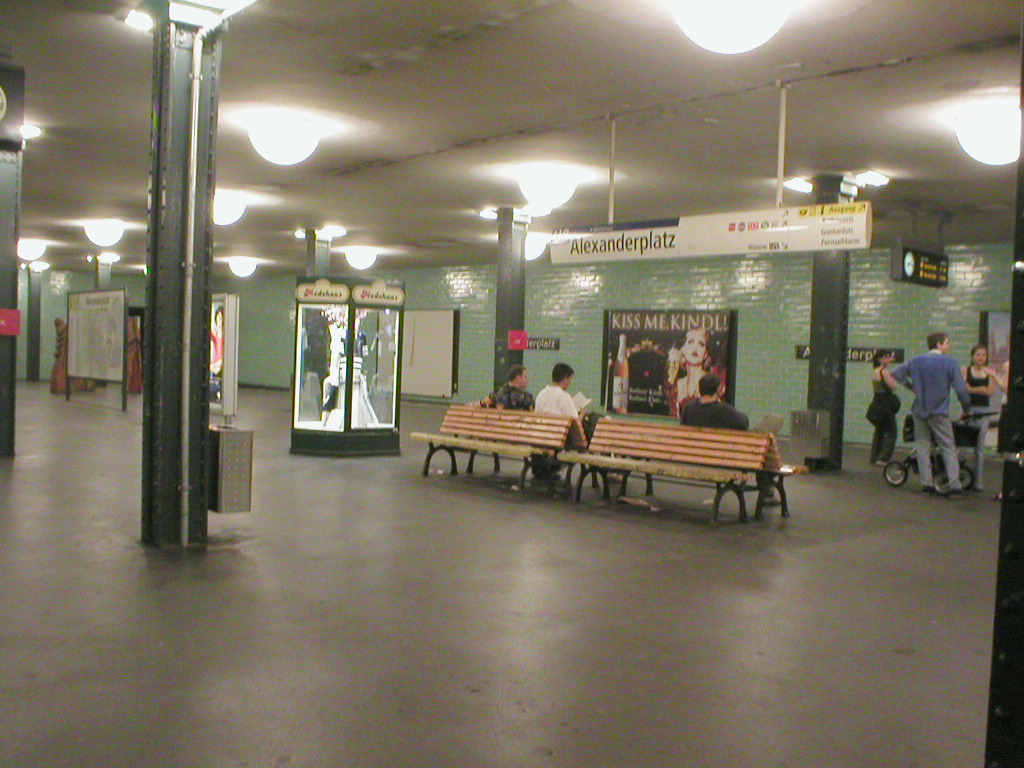
Peron w tunelu D – linia U8

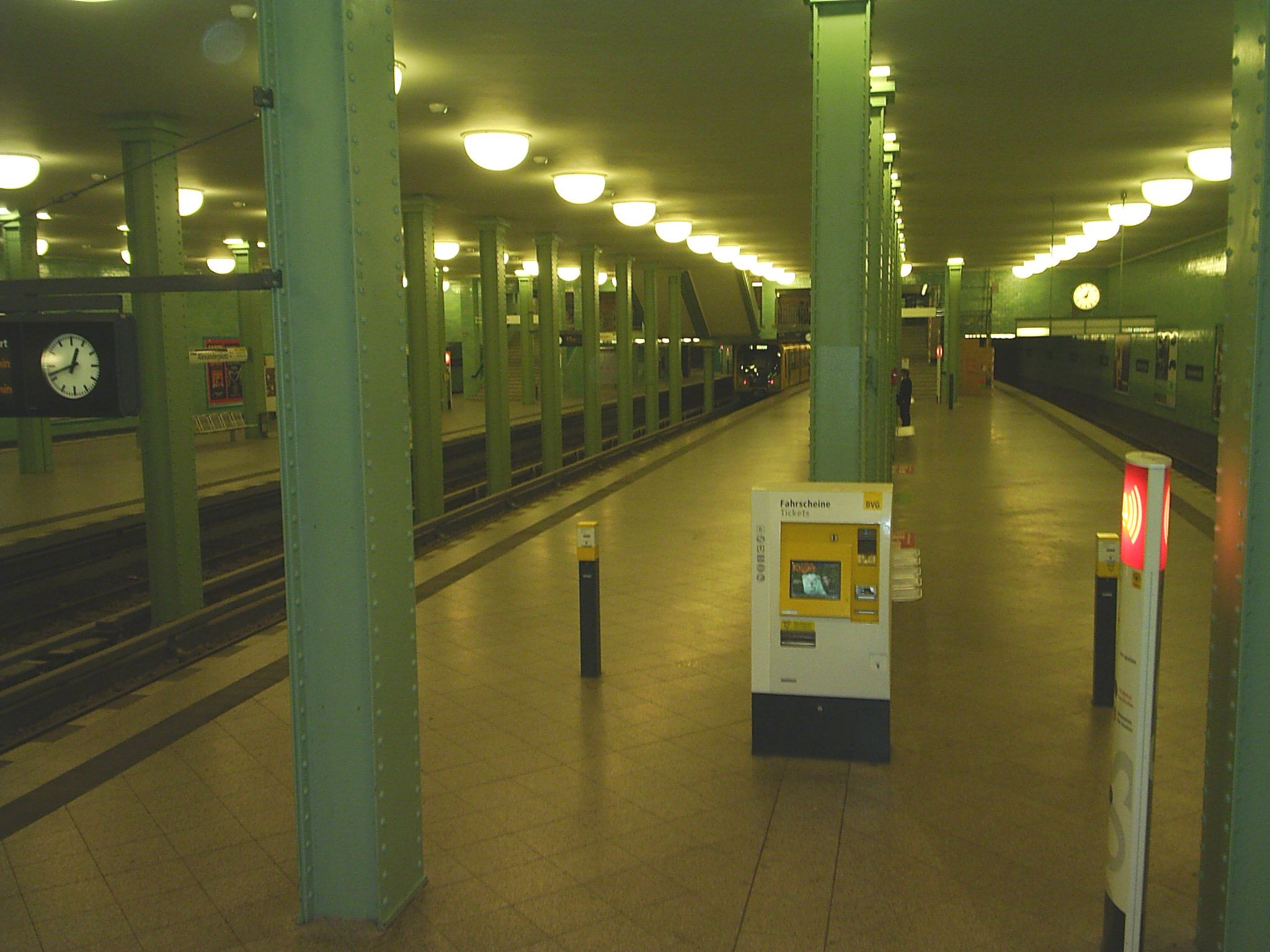
Perony w tunelu E/F – linia U5

Na zachód od stacji znajdują się tory manewrowe. Stamtąd prowadzi tzw. Waisentunnel (dosł. Tunel Sierocy, nazwa pochodzi od przebiegającej nad nim ulicy), którym pociągi mogą przejeżdżać do tunelu linii U8. Częścią tego tunelu jest tunel zbudowany w ciągu pierwotnie przez AEG planowanego przebiegu linii U8. W 2020 dotychczas kończąca się na stacji Berlin Alexanderplatz linia U5 została przedłużona w kierunku zachodnim i obecnie prowadzi koło Bramy Brandenburskiej i gmachu Reichstagu do Dworca Głównego.
Po zjednoczeniu Niemiec stację poddano kompleksowej renowacji o łącznym koszcie 36 mln. €. Zniszczone turkusowe kafle zastąpiono nowymi, o nieco żywszym odcieniu, perony U5 i U8 pokryto płytami granitowymi. Tylko peron U2 otrzymał ze względów konserwatorskich nawierzchnię bitumiczną, czyli taką, jaka była pierwotnie stosowana na wszystkich berlińskich stacjach. Część schodów przeniesiono, aby zrobić miejsce na windy. Obecnie na stacji znajdują się cztery windy, 86 biegów schodów oraz dziewięć wyjść. Ponadto na północno-wschodnim zakończeniu pasażu handlowego zbudowano ze stali nierdzewnej i szkła pawilon informacji pasażerskiej.